# (1138) Аттика
(1138) Аттика (нем. Attica) — астероид из группы главного пояса. Он был открыт 22 ноября 1929 года в обсерватории Гейдельбергского университета немецким астрономом Карлом Рейнмутом. Назван в честь исторической области в Средней Греции, Аттики.
Свой полный оборот вокруг Солнца этот астероид совершает за земные 5,583 года. 